# フォールド大爆発
フォールド大爆発（RAF Fauld explosion）は1944年11月27日月曜日の11時11分に発生した爆発事故である。イギリスのスタッフォードシャーにあるイギリス空軍フォールド基地の地下弾薬保管庫で爆発が起きた。歴史上最大の非核爆発の1つであり、英国本土で起きたものとしては最大だった。
3,500トンから4,000トンの兵器が爆発し、その大半が爆弾などの爆薬だった。深さ100フィート (30 m)、幅250ヤード (230 m)、面積12エーカー (4.9 ha)の爆発によるクレーターはフォールド基地のすぐ南、ハンベリー村の東に現存している。現在はハンバリークレーターとして知られている  。近くにあったいくつかの建物、農場まるまる一つ、それに45万立方メートルの水を蓄えていた貯水池が完全に破壊された。爆発によって直接引き起こされた被害に、さらに貯水池の破壊によって引き起こされた洪水による被害もあった。
正確な死亡者数は不明である。爆発とその結果としての洪水で約70人が死亡したと考えられている。

## 原因

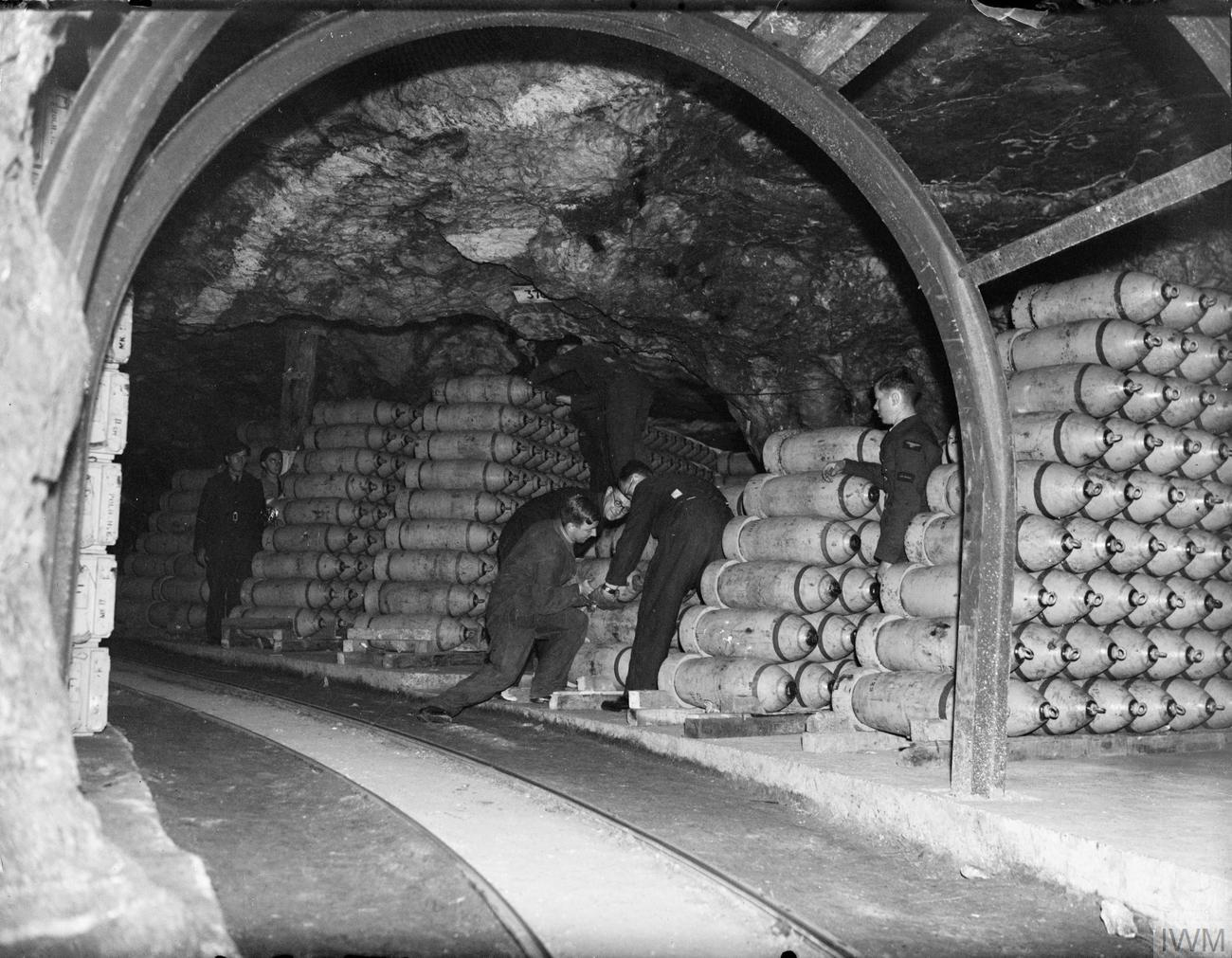
RAFフォールド基地の地下トンネルの1つ。爆弾が積み上げられている

戦時中でもあり、事故原因は公表されなかった。30年後の1974年に機密解除がなされ、爆発の原因はおそらく現場作業員が木製のあて板を使わず、真鍮（黄銅）製のノミを使用して爆弾から起爆装置を取り外したことであると公表された。事故当時、人手が不足しており、管理責任者は1年間空席のままで、経験の浅い189人のイタリア人捕虜が働いていた。目撃者は、施行されていた厳格な規制に違反して、真ちゅう製のノミを使用している労働者を見たことがあると証言した 。

## 被害
イギリス空軍第21整備部隊の爆弾保管所は、石膏鉱山の古い坑道を利用しており、そこにさまざまな兵器が保管されていた。各種の砲弾と爆弾に加えて、小火器の銃弾も最大5億発が貯蔵されていた。それら4,000トン、特に爆弾3,500トン分の爆薬が爆発した 。1944年11月27日の11時15分、保管所で2回の大爆発が発生した。目撃者は、高さ数千フィートにおよぶ二つのキノコ雲状の黒煙とその根元の炎を見たと報告した。炎は、第21整備部隊の指揮官、ストラー空軍大佐によると、屋外に野積みされていた焼夷弾に火がついたもので、それ自体はさらなる被害や死傷者を発生させることなく燃え尽きた。クレーターから0.75マイル (1.21 km)の半径内の施設が破損した。
アッパーキャッスルヘイズ農場は完全に姿を消し、村の北にあるピーター・フォード会社石膏・セメント工場と、パース・コテージは完全に破壊された。セメント工場は貯水池が破壊された後の洪水により破壊された。ハンバリーフィールズ農場、ヘアホールズ農場、そして隣接するコテージのあるクロフト農場はすべて大きな被害を受けた。
飛散したがれきもハンバリー村に被害を与えた。楕円形のクレーターは幅720フィート (220 m)と915フィート (279 m)、深さ80フィート (24 m)だった。ただし、これは地下爆発であり、クレーターの生成原因は地下空間への陥没が主をなし、爆発威力そのものを示す物ではない。空軍補給所の約3分の1、面積65,000平方ヤード (5.4 ha) が爆発した。しかし、No.3およびNo.4セクションの間の岩柱の障壁は持ちこたえ、他の弾薬保管場所が連鎖反応で爆発するのを防いだ。

## 死傷者
当時、この施設では労働者数を注意深く集計することはなかった。したがって、正確な死者数は不明だが、爆発で約70人が死亡したようである。公式報告によると、90人が死亡か行方不明か負傷とされた 。
- 26人が空軍保管所で死亡か行方不明になった。内訳は空軍関係者、民間人労働者、そこで働いていたイタリア人捕虜である。そのうち5人の死因は有毒ガスだった。また、10人が重傷を負った。6人は軍墓地に埋葬されている[3]。
- Peter Ford＆Sonsの石膏鉱山と石膏工場、および周辺の田園地帯で37人が死亡（溺死）または行方不明。また、12人が負傷。
- 近くのアッパーキャッスルヘイズ農場の約7人の農場労働者。
- 捜索救助活動中に1人の潜水夫が死亡した[3]。

200頭の牛も爆発によって死んだ。一部の生き残りの牛は現地から移送されたが、翌朝には死んでいた。地中爆発で爆発の衝撃の大半が土によって吸収されたにもかかわらずこれだけの死亡動物が出たことは、農村部でなければもっと多くの死者が発生した可能性を示している 。

## その後

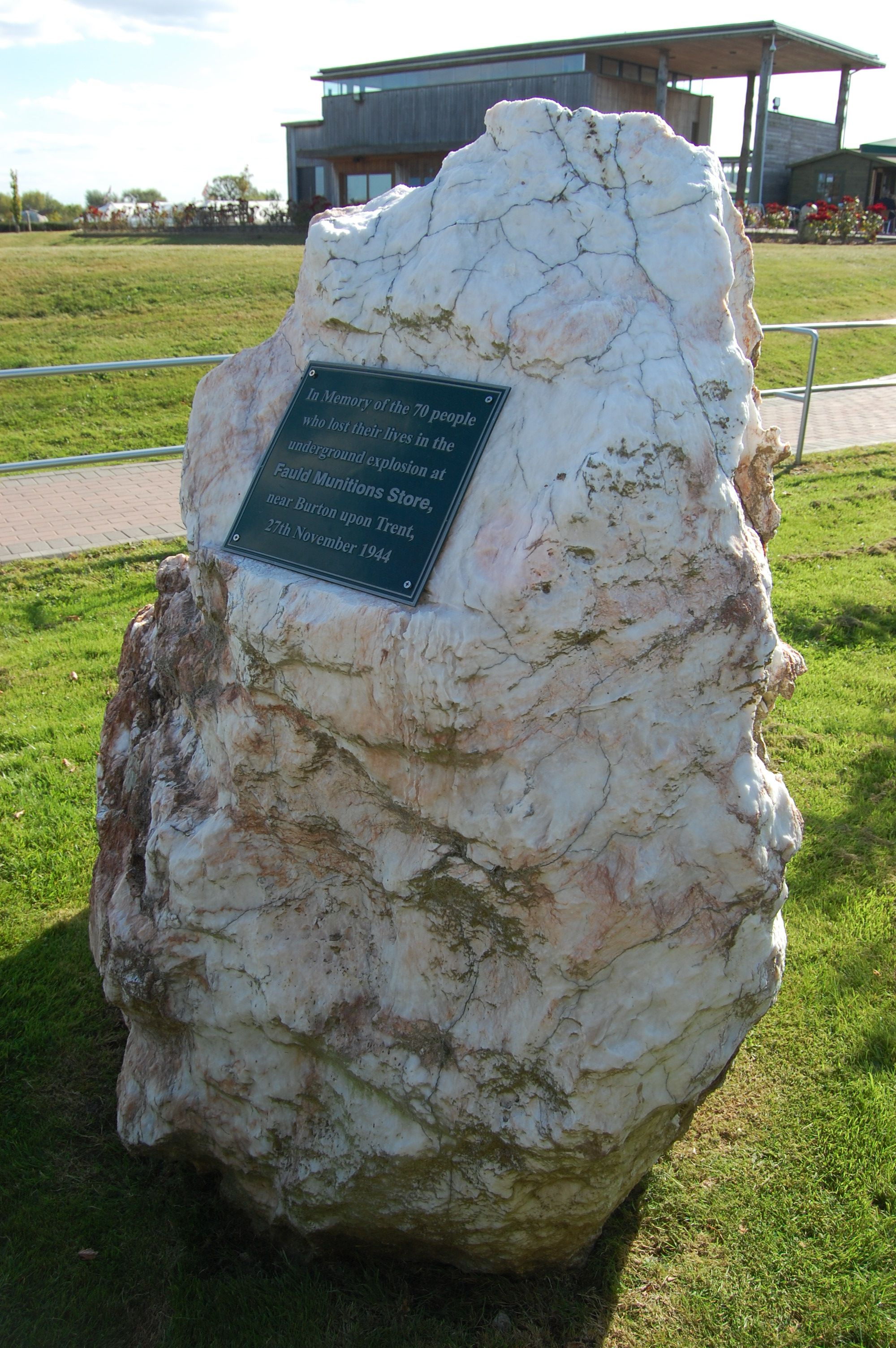
イギリス国立記念樹園の記念碑は犠牲者の数を70人としている

地元の人々によって組織された救援基金は、1959年まで犠牲者とその家族に給付を行った。
貯蔵施設の多くは爆発によって全滅したが、その場所自体は、1966年に第21整備部隊が解散するまで、イギリス空軍によって軍需品の貯蔵に使用され続けた。1966年にフランスがNATOの軍事機構から脱退した後、この場所は、フランスに保管されていた弾薬を保管するために1967年から1973年までの間、米軍によって使用された。
現在この場所は150種以上の樹木や野生生物で覆われている。1979年になってようやく敷地はフェンスで囲まれた。かなりの量の爆発物がまだ現場の奥深くに埋まっているため、立ち入りは制限されている。イギリス政府は、それらの撤去は費用がかかりすぎて実行不可能であると考えている。
最初の事件から46年後の1990年9月13日、ハンバリー教区評議会には必要な資金がなかったため、公費によって死者を追悼する記念碑を建設することが発表された。記念碑に使用された石はイタリア政府から寄贈され、イギリス空軍の軍用機で空輸された。記念碑は1990年11月25日に公開された。2014年11月27日、爆発の70周年に2つ目の記念碑が捧げられた。観光コースは、爆発によるがれきによって損傷を受けたハンバリーのコックインパブからクレーターに通じている。
フォールド基地は、1943年に戦争省によって戦争芸術家として一時雇用されたデビット・ボンバーグによる「the bomb store（爆弾庫）」と題された一連の絵画で描かれている 。
- 不発弾とクレーターの危険を喚起する標識